# Biserica de lemn din Galu
Biserica de lemn din Galu aflată în nord-vestul Comunei Poiana Teiului - Județul Neamț, a fost construită în anul 1818. Are hramul „Sf. Arhangheli Mihail și Gavriil“,aparține cultului ortodox și administrativ depinde de Protopopiatul Ceahlău - Arhiepiscopia Iașilor - Mitropolia Moldovei și Bucovinei. Clădirea se află pe noua listă a monumentelor istorice sub codul LMI:NT-II-m-B-10619.

## Istoric
Însemnarea de deasupra pridvorului, în ceea ce privește data construirii edificiului trimite la anul 1818, dar o notă de pe o Evanghelie tipărită la București menționează că aceasta a fost dăruită bisericii din satul Galu în 8 noiembrie 1780. Ar rezulta că actuala biserică s-a construit la începutul veacului al XIX-lea pe locul unui lăcaș mai vechi de anul 1780 distrus în împrejurări încă necunoscute.

## Trăsături
Clădirea este realizată în stil moldovenesc cu unele influențe transilvane, explicația fiind transferul populațional la sfârșitul secolului al XVIII-lea, din Transilvania spre Valea Bistriței moldovenești. 
Biserica are caracteristici rar reunite în arhitectura aceleiași construcții: folosirea exclusivă a lemnului, chiar și la îmbinări, proporții miniaturale echilibrate, stil pur și execuție caracterizată de măiestrie. 
Planul cruciform a fost dezvoltat spre sud cu un pridvor deschis, având câte patru colonete de lemn pe laturile de la intrare. Acoperișul de șiță lasă să se întrevadă elementele de bază ale edificiului: altarul, absidele laterale și încăperea pătrată a clopotelor situată deasupra pridvorului, iar pereții din bârne de brad îmbinate în "coadă de rândunică" pun în evidență măiestria celor care au lucrat aici folosind numai cuie de lemn. 
Interiorul căptușit cu scânduri de brad, este împărțit printr-un perete de dulapi în care a fost tăiat un gol în arcadă, reliefând astfel structura sistemului de boltire cu planșeu drept în pronaos și bolți cu fâșii curbe în plan octogonal în naos și altar. Ancadramentul ușii de la intrare este împodobit cu un brâu încrustat, neterminat, iar catapeteasma realizată de către Ion Zugravul de la Răpciuni, etalează în ornamentica sculpturală o îmbinare de motive populare specifice Văii Bistriței.

## Vezi și

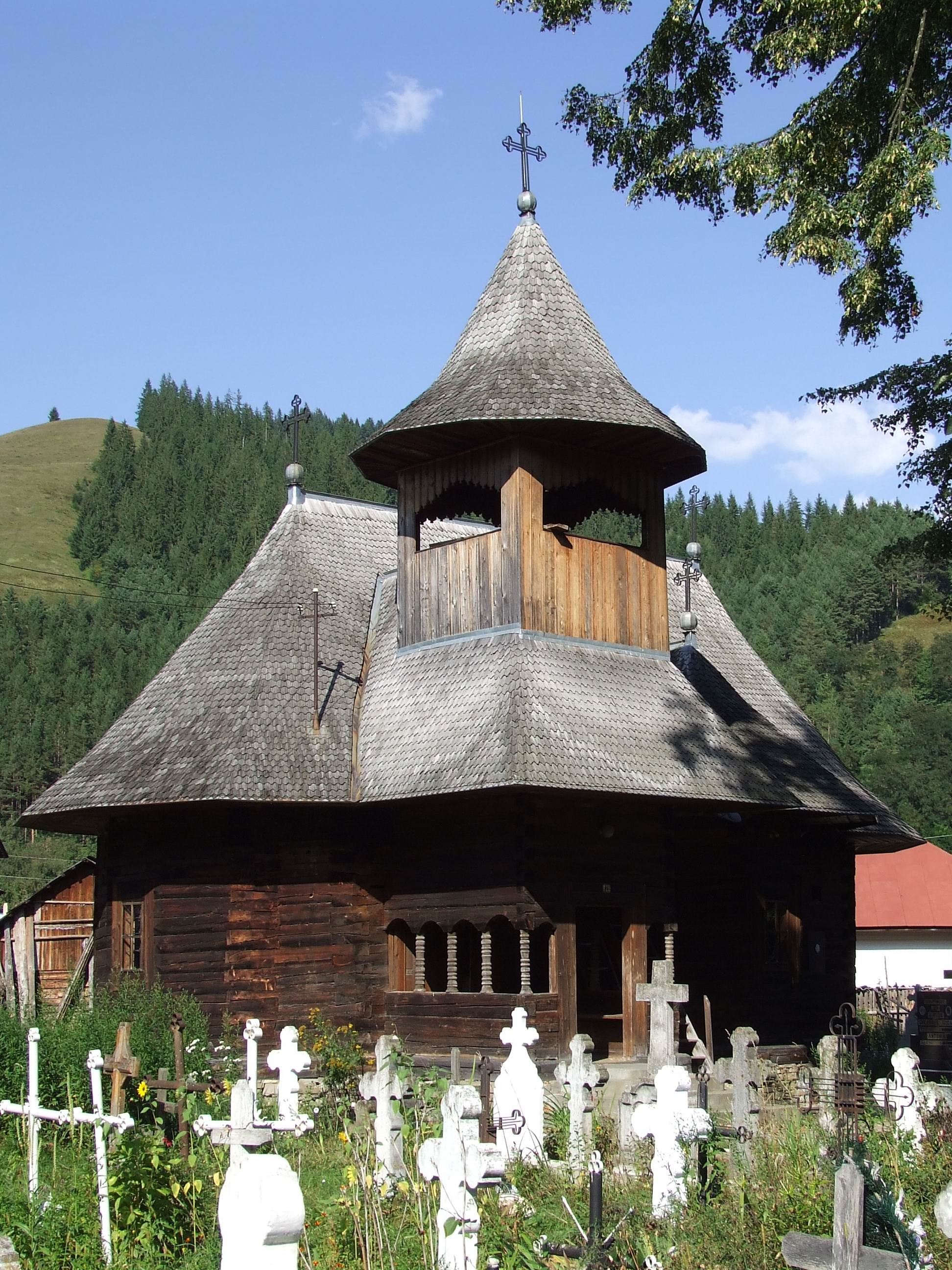
Biserica de lemn de la Galu, vedere din sud-vest, 2009